# جوزف پپه
جوزف پپه (انگلیسی: Joseph Pepé؛ ۵ مارس ۱۸۸۱ – ۱۹۷۰) تیرانداز اهل بریتانیا بود.
وی در مسابقات کشوری و بین‌المللی در مجموع برندهٔ ۱ مدال طلا، ۱ مدال نقره شده‌است.